# Babitz
Babitz (Wirtschaftshof Babitz) – niemiecki nazistowski podobóz Auschwitz-Birkenau, zlokalizowany w Babicach.
Obóz znajdował się w budynku dawnej szkoły oraz w sąsiednich barakach. W szkole zostały umieszczone kobiety, a w barakach mężczyźni. W budynku zajmowanym przez kobiety, oprócz sal sypialnych znajdowały się jeszcze biura SS-manów oraz nadzorczyń,  ambulatorium, kuchnia i umywania.
Praca więźniarek polegała na m.in. dojeniu krów, przerzucaniu nawozu i plewieniu oraz okopywaniu buraków i kapusty, zaś więźniowie m.in. opiekowali się końmi oraz pracowali przy sianokosach.